# Janet Anderson
Pour les articles homonymes, voir Anderson.
Janet Anderson, née le 6 décembre 1949 à Newcastle upon Tyne et morte le 7 février 2023, est une femme politique britannique membre du Parti travailliste. 
Elle est députée de Rossendale et Darwen de 1992 à 2010, date à laquelle elle  perd son siège. Elle est ministre du Tourisme pendant la crise de la fièvre aphteuse et est impliquée dans le scandale des dépenses de 2009.

## Biographie

### Jeunesse
Janet Anderson fait ses études au Trowbridge Girls' High School (maintenant The John of Gaunt School) et à la Kingswood Grammar School de Kingswood, South Gloucestershire. Elle fréquente l'École polytechnique du centre de Londres et l'Université de Nantes.
En 1971, Janet Anderson rejoint les bureaux de The Scotsman et The Sunday Times en tant que secrétaire. En 1974, elle devient l'assistante personnelle du député de Blackburn, Barbara Castle et de son successeur Jack Straw jusqu'aux élections générales de 1987, lorsqu'elle se présente sans succès pour le siège marginal de Rossendale et Darwen, perdant face à David Trippier par 4 982 voix.
Janet Anderson devient une permanente du Parti travailliste parlementaire, puis organisateur régional, faisant campagne pour étendre les lois sur le commerce du dimanche. Elle dirige également sa propre société de relations publiques, avec des clients tels que le Royal College of Nursing et Safeway plc.
Janet Anderson est membre du syndicat GMB et est auparavant secrétaire du Tribune Group.

### Carrière parlementaire
Janet Anderson se présente à Rossendale et Darwen aux élections générales de 1992, l'emportant par seulement 120 voix. Elle devient Secrétaire parlementaire privé du chef adjoint de l'opposition, Margaret Beckett, poste qu'elle occupe pendant un an.
Elle est whip de l'opposition de 1994 à 1996, avant d'être nommée ministre de l'ombre pour les femmes. En mai 1996, en réponse à des campagnes pour faire face au problème du harcèlement criminel, elle présente le projet de loi sur le harcèlement criminel au Parlement en vertu de la règle des dix minutes, avec le soutien de 64 autres députés. Le projet de loi n'a pas obtenu le soutien du gouvernement, car on estime que l'infraction proposée ne faisait pas la distinction entre une conduite raisonnable et une conduite déraisonnable.
À la suite des élections générales de 1997, Anderson devient whip junior et vice-chambellan de la maison dans le nouveau gouvernement de Tony Blair, avant d'être promue sous-secrétaire d'État parlementaire au ministère de la Culture, des Médias et des Sports en 1998 où elle est ministre du Tourisme, du cinéma et de la Radiodiffusion, et est responsable de la gratuité de la des licences de télévision pour les plus de 75 ans.
Pendant son mandat de ministre du Tourisme, le tourisme rural perd 100 millions de livres sterling par semaine au plus fort de la crise de la fièvre aphteuse. Avant la sortie du film de James Bond Le monde ne suffit pas, lorsque le MI-6 tente de bloquer le tournage autour de l'extérieur de leur siège, Janet Anderson fait appel avec succès au ministre des Affaires étrangères, qui autorise le tournage.
À la fin de la crise de la fièvre aphteuse, Janet Anderson revient sur les bancs arrière après l'élection générale de 2001. Elle siège ensuite à la commission spéciale des affaires intérieures, avant de devenir membre de la commission spéciale de la culture, des médias et du sport et de la commission administrative de la Chambre des communes. Elle fait également partie du comité des présidents.
Elle est battue aux élections générales de 2010, par le candidat conservateur Jake Berry dans un swing de 8,9 % aux conservateurs, Berry l'emportant par 4 493 voix.

### Scandale des Dépenses
En mai 2009, lors de la divulgation des dépenses des députés britanniques, The Daily Telegraph indique que Janet Anderson a soumis un formulaire de réclamation comprenant un kilométrage équivalant à cinq allers-retours dans sa circonscription chaque semaine de session, par le rail et l'aérien bien que vivant à Londres pendant la semaine. Ses dépenses pour les voyages en voiture sont de 16 612 £ pour 60 118 miles parcourus. C'est 4 500 £ de plus que la deuxième réclamante la plus élevée, Laurence Robertson.
Le Telegraph la décrit comme « l'une des créatrices de dépenses les plus prolifiques du Parlement ».
Elle aurait déclaré des dépenses pour l'entretien du domicile de son partenaire, son collègue député Jim Dowd, dans sa circonscription de Lewisham au titre de son allocation pour résidence secondaire, bien que Dowd réclame le supplément de salaire de Londres destiné à couvrir le coût supplémentaire de la vie à Londres. Janet Anderson est l'une des 98 députés qui votent en faveur d'une loi qui aurait gardé les informations sur les dépenses des députés non divulguées.
Janet Anderson réclame près du maximum de l'indemnité pour frais supplémentaires entre 2001 et 2008, se classant conjointement le plus élevé en 2002/03, 2004/05 et 2006/07 également 3e en 2003/04. En janvier 2010, elle est autorisée à rembourser secrètement 5 750 £ de dépenses.

### Vie privée
Janet Anderson épouse l'avocat Vincent Humphreys en 1972. Le couple a trois enfants. Son fils David dirige son bureau à la Chambre des communes. En décembre 1998, elle a une liaison avec son collègue député travailliste Jim Dowd, et divorce, tout en restant en bons termes avec son ancien mari.